# ويلسون إس. هيل
ويلسون إس. هيل (بالإنجليزية: Wilson S. Hill)‏ هو محامي وسياسي أمريكي، ولد في 19 يناير 1863، وتوفي في 14 فبراير 1921 في غرينوود في الولايات المتحدة. حزبياً، نشط في الحزب الديمقراطي. وقد انتخب عضو مجلس نواب مسيسيبي وانتخب عضو مجلس النواب الأمريكي.